# Marcin Różański
Marcin Aleksander Różański (ur. 3 sierpnia 1975 w Warszawie) – polski duchowny rzymskokatolicki, wyświęcony w Zgromadzenia św. Michała Archanioła, od 2019 roku ksiądz Archidiecezji Warszawskiej, doktor nauk humanistycznych w zakresie historii, specjalista w zakresie historii Kościoła, publicysta, organizator Katolickiego Gimnazjum i Katolickiego Liceum im bł. Bronisława Markiewicza w Markach.
Święcenia kapłańskie przyjął w 2002 r. W 2006 r. obronił rozprawę doktorską pt. „Zgromadzenie św. Michała Archanioła w Polsce w latach 1945-2004” na Wydziale Nauk Historycznych i Społecznych Uniwersytetu Kardynała Stefana Wyszyńskiego. Był organizatorem i dyrektorem Katolickiego Gimnazjum im. bł. Bronisława Markiewicza w Markach, reaktywowanego w 2010 jako kontynuacja dawnego Prywatnego Męskiego Gimnazjum Mechanicznego oraz liceum uruchomionego w 2015. 11 grudnia 2018 był gościem pierwszego odcinka audycji „Jak być dobrą żoną w sypialni” emitowanej na antenie Radia Maryja, a jego wyrwana z kontekstu wypowiedź w audycji była szeroko komentowana w mediach. W czerwcu 2019 został mianowany wikariuszem parafii św. Teresy od Dzieciątka Jezus i Męczenników Rzymskich w Warszawie, zaś od 2022 pełni posługę w parafii św. Augustyna w Warszawie.